# Gipfeltreffen in Kassel 1970

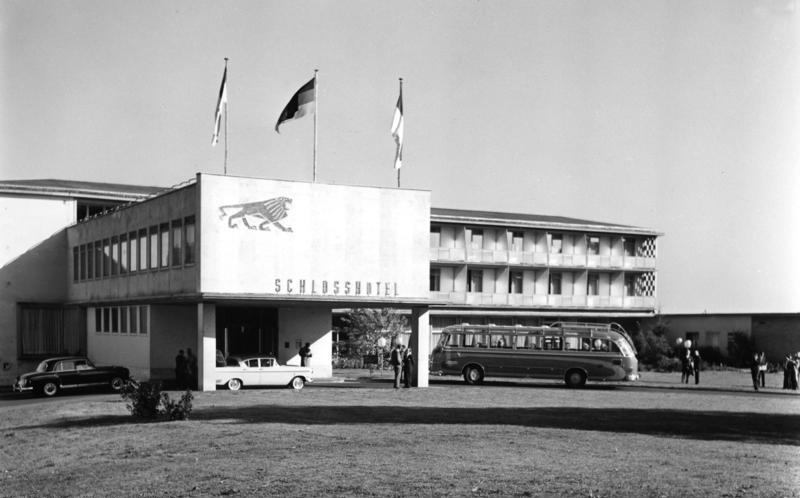
Das Schlosshotel in Wilhelmshöhe, Ort des Treffens (1959)

Das Gipfeltreffen in Kassel vom 21. Mai 1970 war die Gegeneinladung Willy Brandts nach dem Erfurter Gipfeltreffen zwei Monate zuvor. Die Begegnung mit dem DDR-Ministerpräsidenten Willi Stoph erbrachte – wie schon der historische Besuch in Erfurt – kein konkretes Ergebnis.

## Hintergrund

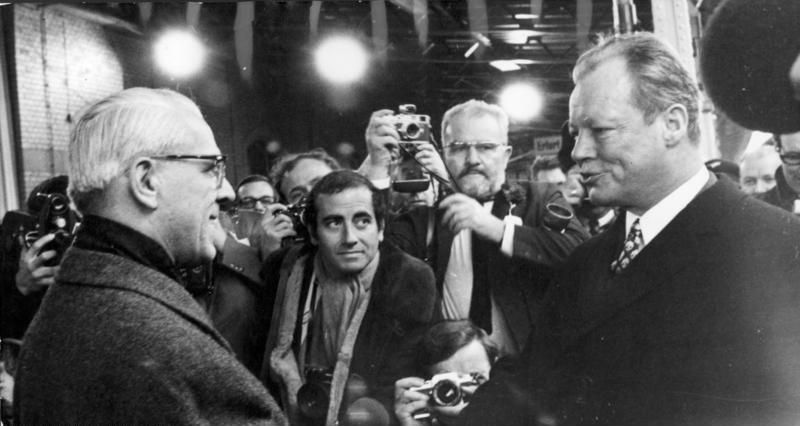
Willi Stoph und Willy Brandt beim Erfurter Gipfeltreffen

Das Erfurter Gipfeltreffen am 19. März 1970 stellte den Auftakt der deutsch-deutschen Annäherung im Rahmen der neuen Ostpolitik dar, die mit der SPD-FDP-Bundesregierung unter Willy Brandt im Herbst 1969 begann. Während der Verhandlungen in Erfurt wurde ein Gegenbesuch in Kassel vereinbart.

## Vorbereitungen
Zunächst einmal war die Frage des Veranstaltungsortes zu klären. Die naheliegende Antwort, die Bundeshauptstadt Bonn kam nicht in Frage, da die DDR entgegen dem Viermächtestatus Berlins Ost-Berlin zur Hauptstadt erklärt hatte. Da dies von der Bundesregierung nicht anerkannt wurde, hatte der Hinbesuch in Erfurt statt in Ost-Berlin stattgefunden. Im Gegenzug akzeptierte die DDR-Regierung keinen Besuchsort Bonn. In Erfurt wurde Kassel als Veranstaltungsort angesprochen. Brandt bat telefonisch Kanzleramtsminister Horst Ehmke, beim Kasseler SPD-Oberbürgermeister Karl Branner um Zustimmung nachzufragen. Nachdem dieser zugesagt hatte, wurde Kassel als Veranstaltungsort gewählt.
Ost-Berlin stellte eine Reihe von Forderungen, die die Bundesrepublik vor dem Besuch erfüllen musste. Hierzu zählte die Aufhebung des Gesetzes über befristete Freistellung von der deutschen Gerichtsbarkeit. Das Grundgesetz für die Bundesrepublik Deutschland betrachtete die DDR im Sinne des Alleinvertretungsanspruchs als Teil Deutschlands. Die DDR-Bürger waren damit aus westdeutscher rechtlicher Sicht Deutsche. Entsprechend war eine Strafverfolgung von Taten, die in der DDR durch DDR-Bürger begangen wurde, durch bundesdeutsche Strafverfolgungsbehörden möglich. Die Zentrale Erfassungsstelle der Landesjustizverwaltungen dokumentierte seit 1961 staatliche Verbrechen in der DDR und die Täter. Daher musste jeder ranghohe DDR-Funktionär, der die Bundesrepublik besuchte, damit rechnen, verhaftet und strafrechtlich zur Verantwortung gezogen zu werden.
Um offizielle Besuche von DDR-Vertretern in der Bundesrepublik möglich zu machen, war 1966 das Gesetz über befristete Freistellung von der deutschen Gerichtsbarkeit erlassen worden, das es der Bundesregierung ermöglichte, DDR-Funktionären Freies Geleit zu gewähren. Die DDR-Führung lehnte dieses Sondergesetz ab. Es wurde am 15. Mai 1970 aufgehoben. Das Achte Strafrechtsänderungsgesetz vom 25. Mai 1968 hatte in § 153b StGB die Möglichkeit geschaffen, dass die Staatsanwaltschaft die Ermittlungen einstellen und die Klagen zurückziehen konnte, wenn schwere Nachteile für die Bundesrepublik drohten. Da die Staatsanwaltschaften weisungsgebunden waren, hatte die Regierung damit die Möglichkeit, eine Strafverfolgung für DDR-Funktionäre darüber zu verhindern. Im April 1970 erstattete der rechtsextreme Politiker Gerhard Frey Strafanzeige gegen Stoph bei den Staatsanwaltschaften in Bonn und Kassel. Die Staatsanwaltschaften wurden angewiesen, diese Strafanzeigen zu registrieren, aber nicht zu bearbeiten. Dies wurde Ost-Berlin per Fernschreiben mitgeteilt.
Eine weitere Forderung war die, Flaggen und Wappen der DDR zeigen zu können. Das Zeigen der Flagge der Deutschen Demokratischen Republik war durch eine Bund/Länder-Vereinbarung vom 4. November 1959 in der Bundesrepublik verboten. 1969 hatte die Bundesregierung bereits verordnet, dass gegen Verstöße dieses Verbotes polizeilicherseits nicht einzuschreiten sei. Mit Kabinettsbeschluss vom 12. März 1970 wurde die Regelung aufgehoben.

## Der Besuch
Am Donnerstag, dem 21. Mai 1970 traf die DDR-Delegation um 9:30 Uhr mit einem Sonderzug auf dem Bahnhof Wilhelmshöhe ein und wurde von Willy Brandt begrüßt. Das Treffen selbst fand im Schlosshotel Wilhelmshöhe statt, wo ein Pressezentrum für 1000 Journalisten aus dem In- und Ausland eingerichtet worden war.
Es kam fast zum Eklat, als es drei Rechtsextremisten gelang, in den Sperrbereich einzudringen und die DDR-Flagge niederzuholen und zu zerreißen. Brandt entschuldigt sich und sicherte eine Strafverfolgung zu. Am 11. Juni beschloss auch das Bundeskabinett, den Bundesjustizminister Gerhard Jahn zu beauftragen, eine Strafanzeige zu stellen.

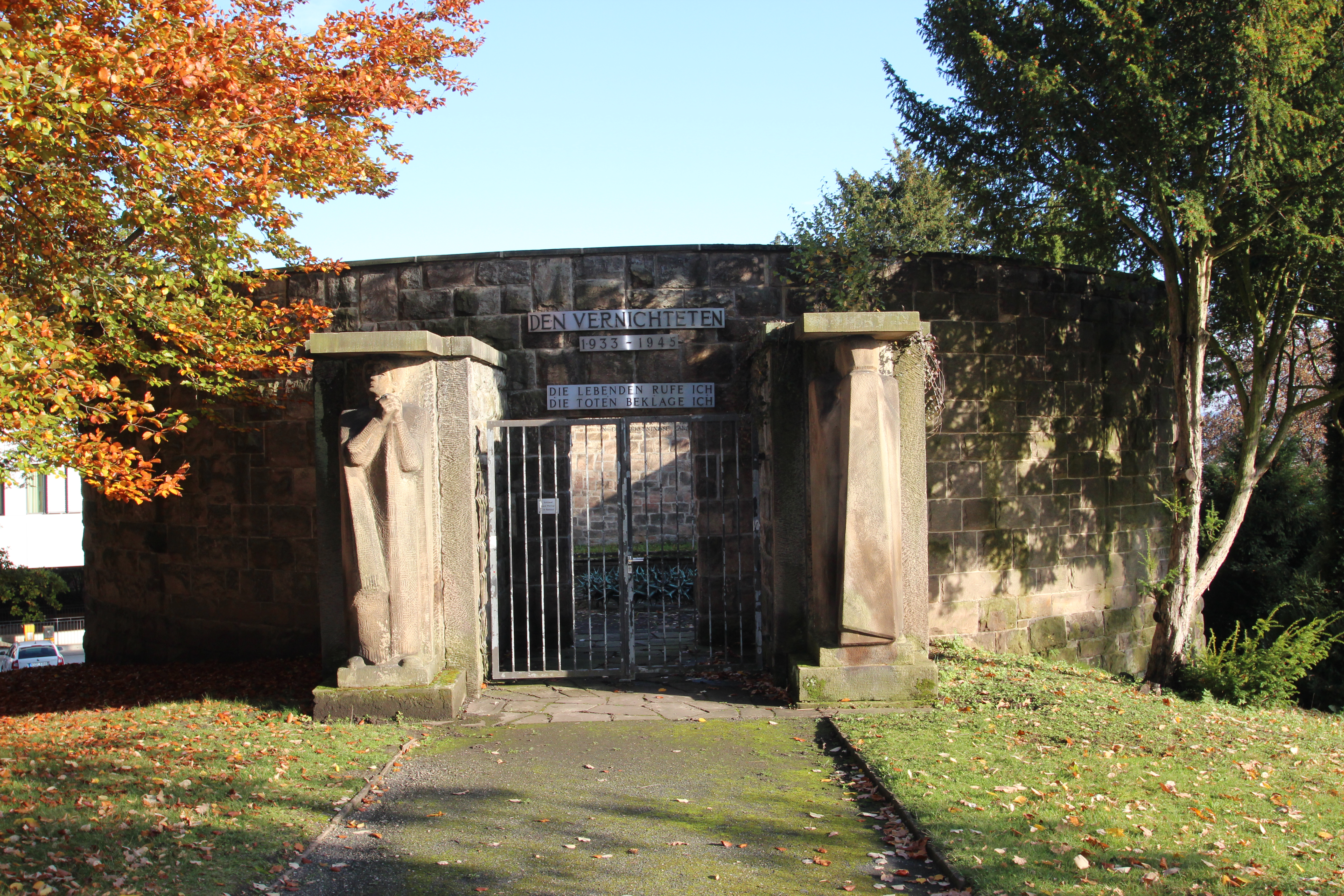
Mahnmal im Fürstengarten, Kranzniederlegung

Bereits vorher war es zu umfangreichen Demonstranten verschiedener Gruppen gekommen. Sowohl Links- als auch Rechtsextremisten hatten hierbei auch versucht, die Sperrzonen zu durchbrechen. Aufgrund der Sicherheitslage wurde die vorgesehene Kranzniederlegung am 1953 von Hans Sautter geschaffenen Mahnmals für die Opfer des Nationalsozialismus im Fürstengarten auf den Abend verschoben.
Gegen 22 Uhr reiste die DDR-Delegation vom Bahnhof Wilhelmshöhe wieder ab.

## Ergebnisse
Es wurde kein offizielles Protokoll geführt. Brandt erstellte einen Vermerk über die Gespräche mit Stoph vom 21. Mai 1970. Danach insistierte Stoph, dass ein künftiger Vertrag (der spätere Grundlagenvertrag) auf „völkerrechtlicher Grundlage“ erfolgen müsse (was einer Anerkennung der DDR entspräche) und thematisierte den Beitritt von BRD und DDR in die UNO als zwei Staaten. Breiten Raum nahmen Fragen des Handels ein, die Verkehrsfragen wurden nur am Rande von Brandt thematisiert. Daneben gelang es der DDR-Staatssicherheit, einen Mitschnitt der Gespräche vorzunehmen. Die 122-seitige Abschrift fand sich nach der Wende in Brandts Stasi-Akte.